# The Man Who Skied Down Everest
The Man Who Skied Down Everest é um filme-documentário canadense de 1975 dirigido e escrito por Bruce Nyznik e Lawrence Schiller. Venceu o Oscar de melhor documentário de longa-metragem na edição de 1976.

## Elenco
- Douglas Rain - Narrador